# 남산면 (경산시)
남산면(南山面)은 경상북도 경산시의 면이다. 넓이는 38.22km2이고, 인구는 2006년 기준으로 4,392명이고, 용성면처럼 청도군과 인접한다.

## 지명 유래
본디는 자인군의 지역으로서 자인의 위쪽이 되며 동시에 남쪽의 자리가 되므로 상남면(上南面)이라고 하였다. 1914년 부군면 통폐합으로 남쪽에 있는 대왕산과 도천산의 '산'을 따다가 남산면이라 하였다. 이 때 남쪽에 자리한 대왕산(大王山)은 본래 이름은 도천산(到天山)이었다고 하는데, 달리 도천산은 도친산 혹은 성메되배기라고 하는 바, 진량의 촉초리와 안촌리, 그리고 자인의 단북리를 사이하여 있는 산이기도 하다. 높이는 261미터 정도이며 성메위에 해당한다. 그러니까 남산의 앞산이 되는 셈이다. 땅이름을 보면 볕 양(陽)자가 많이 눈에 뜨인다. 남산면의 중심이라고 할 산양리 마을도 이름으로 보아 산의 북쪽으로서 산과의 걸림을 보인다.

## 연혁
- 조선시대 : 자인군의 지역으로서 자인의 위쪽이 되며 동시에 남쪽의 자리가 되므로 상남면(上南面)이라고 함
- 1914년 3월 1일 : 부군면 통폐합에 따라 하남면(下南面)의 강촌, 가천, 조곡, 조점, 송내, 중리, 내반, 외반, 상대, 하대, 남천, 전지, 사월 마을과 상동면의 경중(慶中), 경하, 구경, 행정(杏亭) 등의 마을을 합하여 남산면이라고 함

| 조선총독부령 제111호                                                                                             |                                                                               |
| 구 행정구역 | 신 행정구역                                                                   |
| 자인군 상남면 갈지동, 남곡동, 내사동/외사동, 산양동, 안심동, 연화동/묵곡동, 덕촌동/우검동, 기곡동/평지동, 흥정동 | 남산면 갈지동, 남곡동, 사림동, 산양동, 안심동, 연화동, 우검동, 평기동, 흥정동 |
| 자인군 하남면 반곡동, 사월동, 상대동, 송내동/중리동, 강촌동/가천동, 전지동, 조곡동/조점동, 하대동/남천동         | 남산면 반곡동, 사월동, 상대동, 송내동, 인흥동, 전지동, 조곡동, 하대동         |
| 자인군 상동면 경중리/경하리/구경동/행정동                                                                        | 남산면 경동                                                                   |

## 행정 구역
| 법정리 | 한자명 | 행정리           | 비고                   |
| ------ | ------ | ---------------- | ---------------------- |
| 경리   | 慶里   | 경1리, 경2리     |                        |
| 평기리 | 坪基里 | 평기1리, 평기2리 |                        |
| 사월리 | 沙月里 | 사월1리, 사월2리 |                        |
| 전지리 | 田旨里 | 전지1리, 전지2리 |                        |
| 반곡리 | 盤谷里 | 반곡1리, 반곡2리 |                        |
| 하대리 | 下大里 | 하대1리, 하대2리 |                        |
| 산양리 | 山陽里 | 산양리           | 면 행정복지센터 소재지 |
| 남곡리 | 藍谷里 | 남곡리           |                        |
| 갈지리 | 葛旨里 | 갈지리           |                        |
| 안심리 | 安心里 | 안심리           |                        |
| 흥정리 | 興政里 | 흥정리           |                        |
| 사림리 | 沙林里 | 사림리           |                        |
| 연하리 | 蓮荷里 | 연하리           |                        |
| 우검리 | 尤儉里 | 우검리           |                        |
| 송내리 | 松內里 | 송내리           |                        |
| 조곡리 | 早谷里 | 조곡리           |                        |
| 상대리 | 上大里 | 상대리           |                        |
| 인흥리 | 仁興里 | 인흥리           |                        |

## 대왕산과 삼성산을 품은 산의 고장 남산면
- 경산시 남산면 행정복지센터